# Bole nemzetközi repülőtér

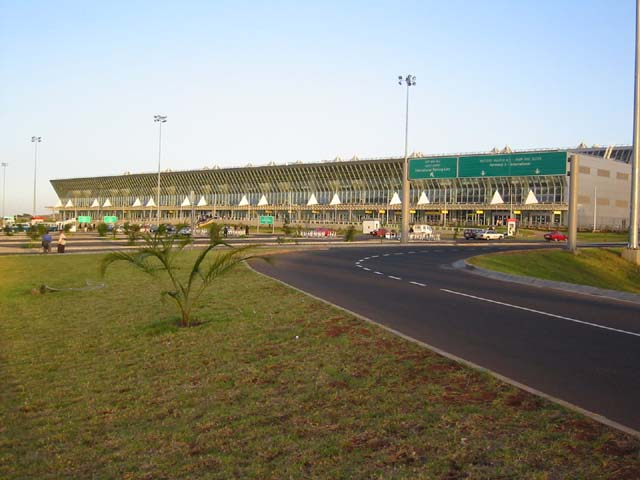
A repülőtér bejárata

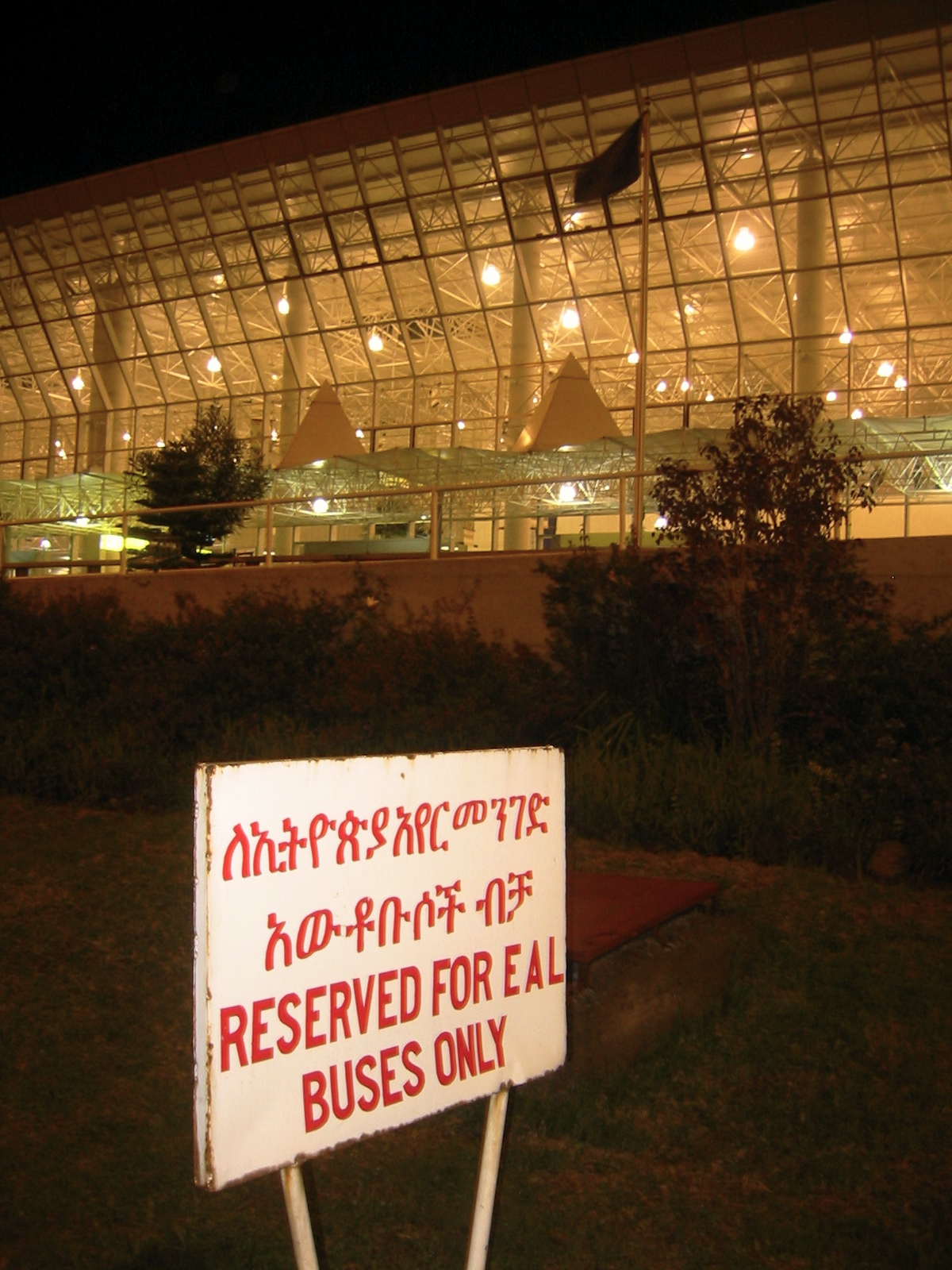
Az 1-es terminál éjszaka

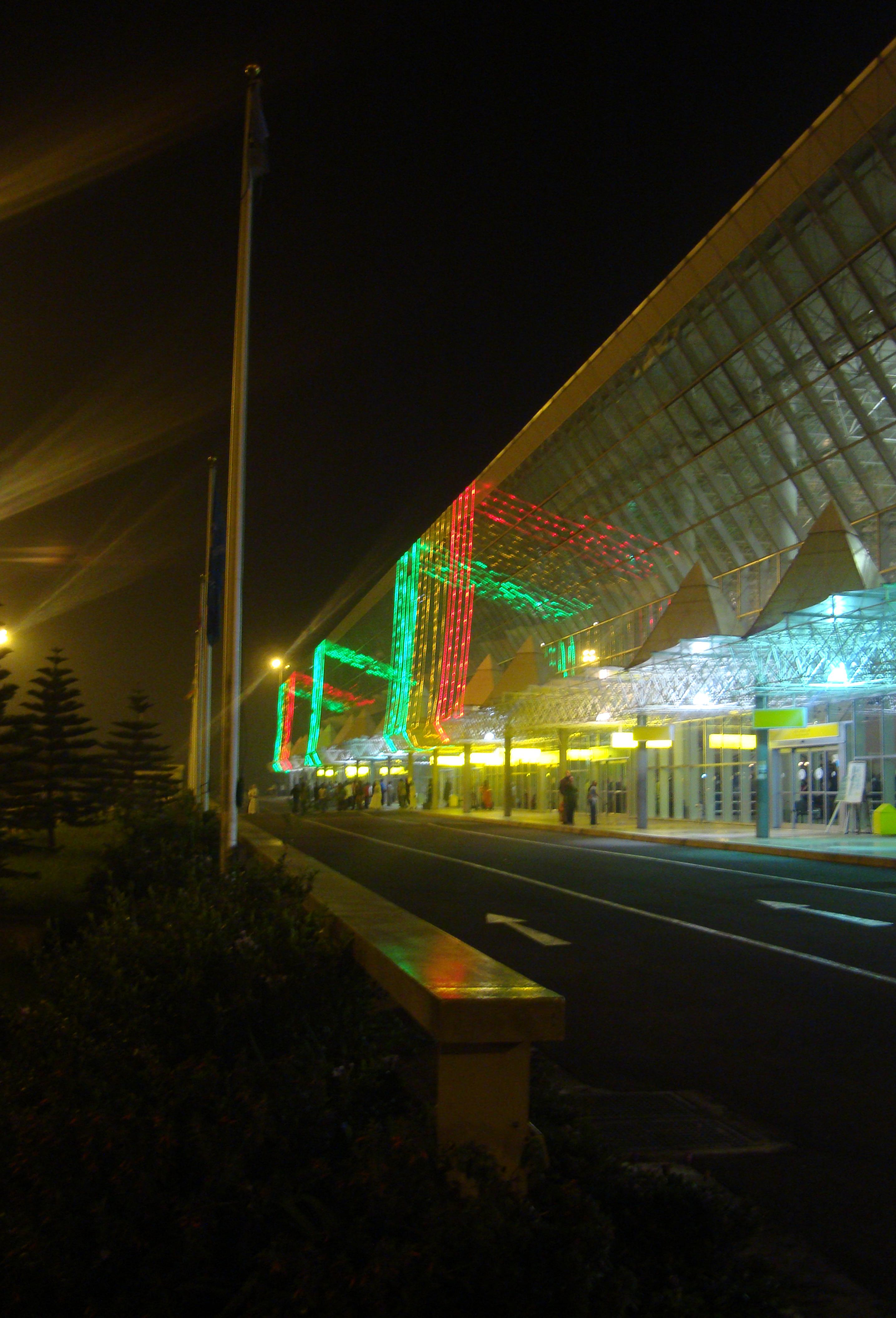
A 2-es terminál éjszaka

A Bole nemzetközi repülőtér (IATA: ADD; ICAO: HAAB) Addisz-Abeba nemzetközi repülőtere, amely a várostól 18 kilométerre keletre fekszik. Ismeretes még Haile Selassie I nemzetközi repülőtérként is. Az Ethiopian Airlines (nemzeti légitársaság) bázisrepülőtere. Innen elérhető Európa, Afrika, Ázsia és Dél-Amerika legnagyobb városai, valamint az Amerikai Egyesült Államok néhány keleti nagyvárosa. A 9. legforgalmasabb afrikai repülőtér volt 2022-ben. Éves utasforgalma 12 143 938 fő (2018).
Sajátossága a két, párhuzamosan haladó kifutópálya.

## Légitársaságok és célállomások
A repülőtér utaskiszolgálási részén két terminál található, mindegyik 6-6 kaput foglal magába. 2008-ban 6 295 713 utas fordult meg itt, amely az előző évhez képest 121,8%-os növekedés. A célállomások az év egészében elérhetőek, szezonális célállomások nincsenek.
2023-ban a Bole nemzetközi repülőtérről az alábbi járatok indulnak:

### Személy
| Légitársaság       | Célállomások |
| ------------------ | --- |
| Air Algérie        | Algír (2023 március 27-től) |
| Air Djibouti       | Dzsibuti |
| Air Maroc          | Casablanca (2023 április 17-től) |
| Badr Airlines      | Kartúm |
| EgyptAir           | Kairó |
| Emirates           | Dubai–International |
| Eritrean Airlines  | Aszmara, Assab |
| Ethiopian Airlines | Abidjan, Abuja, Accra, Amman–Queen Alia, Antananarivo, Arba Minch, Aszmara, Asosa, Athén, Atlanta (2023 május 16-tól), Awasa, Axum, Bahir Dar, Bahrein, Bamako, Bangalore, Bangkok–Suvarnabhumi, Peking, Beira, Bejrút, Blantyre, Bosaso, Brazzaville, Brüsszel, Buenos Aires–Ezeiza, Bujumbura, Bulawayo, Kairó, Fokváros, Chengdu–Shuangliu, Csennai, Chicago–O'Hare, Conakry, Cotonou, Koppenhága (2023 május 22-től), Dakar–Diass, Dammam, Dar es Salaam, Delhi, Dembidolo, Dessie, Dire Dawa, Dzsibuti, Doha, Douala, Dubai–International, Entebbe, Enugu, Frankfurt, Gaborone, Gambella, Garowe, Genf, Goba, Gode, Goma, Gondar, Kuangcsou, Harare, Hargeisa, Hongkong, Humera, Isztambul, Jakarta–Soekarno-Hatta, Jeddah, Jijiga, Jimma, Johannesburg–O. R. Tambo, Juba, Kano, Karachi, Kebri Dahar, Kartúm, Kigali, Kilimanjaro, Kinshasa–N'Djili, Kisangani, Kuala Lumpur–International (újrakezdődik 2023 március 25-től), Kuwait City, Lagos, Lalibela, Libreville, Lilongwe, Livingstone, Lomé, London–Heathrow, Luanda, Lubumbashi, Lusaka, Madrid, Mahé, Malabo, Manchester, Manila, Maputo, Marseille, Medina, Mek'ele, Milánó–Malpensa, Mogadishu, Mombasa, Moroni, Moszkva-Domogyedovó, Mumbai, Maszkat, Nairobi–Jomo Kenyatta, N'Djamena, Ndola, Newark, New York–JFK, Niamey, Nosy-Be, Oslo, Ouagadougou, Párizs-Charles de Gaulle repülőtér, Pointe-Noire, Rijád, Róma-Fiumicino nemzetközi repülőtér, São Paulo–Guarulhos, Semera, Szöul–Incshon, Sanghaj-Putung, Shire, Szingapúr (újrakezdődik 2023 március 25-től), Stockholm–Arlanda, Tel-Aviv, Tokio–Narita, Toronto–Pearson, Victoria Falls, Bécs, Washington–Dulles, Windhoek–Hosea Kutako, Yaoundé, Zanzibar, Zürich |
| flydubai           | Dubai–International |
| Jazeera Airways    | Kuwait City |
| Jettime            | Kartúm |
| Kenya Airways      | Nairobi–Jomo Kenyatta |
| Kuwait Airways     | Kuwait City |
| Qatar Airways      | Doha |
| Rwandair           | Kigali |
| Saudia             | Jeddah, Rijád |
| Sudan Airways      | Kartúm |
| Turkish Airlines   | Isztambul |

### Cargo
| Légitársaság      | Célállomások |
| ----------------- | --- |
| Emirates SkyCargo | Dubai–Al Maktoum |
| Ethiopian Cargo   | Accra, Ahmedabad, Antananarivo, Bangalore, Bejrút, Bogotá, Brazzaville, Brüsszel, Bujumbura, Kairó, Csennai, Csungking, Delhi, Dhaka, Dzsibuti, Dubai–International, Enugu, Kuangcsou, Hongkong, Hyderabad, Jakarta–Soekarno-Hatta, Jeddah, Johannesburg–O. R. Tambo, Kartúm, Kigali, Kinshasa–N'Djili, Lagos, Liège, London–Heathrow, Luxembourg, Maastricht/Aachen, Mexico City, Miami, Milánó-Malpensa, Mumbai, Nanking, Pointe-Noire, Santiago de Chile, São Paulo--Guarulhos, Ürümcsi, Zaragoza |
| Saudia Cargo      | Jeddah |
| Turkish Cargo     | Isztambul |

## Forgalom
Az utasforgalom az elmúlt években az alábbi módon változott:
| Utasok száma | 6 295 713 | 3 552 448 | 4 041 365 | 6 500 000 | 6 931 000 | 8 730 600 | 8 730 600 | 12 143 938 | 5 500 000 | 4 585 712 |
|              | 2008      | 2009      | 2010      | 2012      | 2014      | 2015      | 2016      | 2018       | 2020      | 2021      |

## Fordítás
- Ez a szócikk részben vagy egészben  a   Bole International Airport című angol Wikipédia-szócikk fordításán alapul.  Az eredeti cikk szerkesztőit annak laptörténete sorolja fel. Ez a jelzés csupán a megfogalmazás eredetét és a szerzői jogokat jelzi, nem szolgál a cikkben szereplő információk forrásmegjelöléseként.